# Monsteroux-Milieu
Monsteroux-Milieu – miejscowość i gmina we Francji, w regionie Owernia-Rodan-Alpy, w departamencie Isère.
Według danych na rok 1990 gminę zamieszkiwały 444 osoby, a gęstość zaludnienia wynosiła 54 osób/km² (wśród 2880 gmin regionu Rodan-Alpy Monsteroux-Milieu plasuje się na 1195. miejscu pod względem liczby ludności, natomiast pod względem powierzchni na miejscu 1261.).